# 湯來賀
湯來賀（1607年—1688年），原名來肇，字佐平，改字念平，號惕菴。江西南豐縣人，明末政治人物、散文家、詩人。崇禎十三年進士，初任揚州府推官，政績超群。弘光時，累升廣東僉事。隆武時，為紹宗輸餉，加兵部侍郎、廣東巡撫。事敗回鄉，曾主白鹿書院講席。

## 生平
黄端伯門生。崇禎十三年（1640年）庚辰科進士。授揚州府推官，以廉潔著稱。崇禎十七年（1644年），李自成破北京。總兵高傑領軍南逃，投奔南京福王政權，封興平伯，位列四鎮，領揚州。由於高傑軍風紀極差，惡名昭彰，揚州士民堅拒其入城。高傑下令攻城，湯來賀與知府馬鳴騄等堅守月餘。
史可法奇其才，推為天下治行第一，擢刑科給事中，彈劾馬士英，不報。不久，改主事，出為廣東按察使司僉事，以仁孝收服海盜羅亞福，晉左布政使。唐王在福建登極，改元隆武，但苦於資財不足，準備投靠湖廣何騰蛟。湯來賀從廣東經海路運來餉銀十萬，帝大喜，擢戶部侍郎，改兵部，兼廣東巡撫，因與何吾騶不和去職。桂王在粵東即位，以都御史征召，不應。
清順治五年（1648年），清將譚泰派人征召，湯來賀婉拒。康熙二十二年（1683年），湯來賀受江西巡抚安世鼎等聘請，主白鹿書院講席，制定學歸，增設教職，一時間學者雲集。康熙二十七年（1688年）卒，年八十二。門人私謚文恪。入祀鄉賢祠。

## 墓葬
湯來賀墓在南豐縣日月湖。

## 著作
湯來賀工散文、詩詞，家居多年，著述甚多，有《內省齋文集》三十二卷及《鹿洞迩言》、《居恒語錄》、《廣陵東粵政事》等。